# ترانه ما (ترانه تیلور سوئیفت)
«ترانهٔ ما» (انگلیسی: Our Song) ترانه‌ای است که به‌دست خواننده-ترانه‌سرای آمریکایی تیلور سوئیفت نوشته و ضبط شده است و سومین تک‌آهنگ از نخستین آلبوم استودیویی‌اش (۲۰۰۶) است. سوئیفت «ترانهٔ ما» را برای نمایش استعدادیابی دبیرستان در مقطع تحصیلی نهم نوشت؛ متن آن در مورد یک زوج جوان است که با استفاده از اتفاقات عادی زندگی‌شان ترانهٔ خود را خلق می‌کنند. او این ترانه را به‌دلیل محبوبیتش در بین همکلاسی‌هایش در فهرست قطعات آلبوم قرار داد. بیگ مشین رکوردز این ترانه را در ۱۰ سپتامبر ۲۰۰۷ برای رادیو کانتری ایالات متحده منتشر کرد. «ترانهٔ ما» که توسط نیتن چپمن تهیه شده است، قطعهٔ کانتری بانجو-محوری است که با فیدل و درام تلفیق شده است.
منتقدان موسیقی از ترانه‌سرایی سوئیفت در «ترانهٔ ما» به دلیل گنجاندن اشعار محاوره‌ای و هوک به‌یادماندنی تمجید کردند. این ترانه در فهرست سال ۲۰۱۹ رولینگ استون از بهترین ترانه‌های کانتری هنرمندان زن از سال ۲۰۰۰ قرار گرفت. این تک‌آهنگ که به مدت شش هفته در صدر جدول ترانه‌های داغ کانتری قرار گرفت، سوئیفت را به جوان‌ترین فردی (در آن زمان ۱۷ نفر) تبدیل کرد که به تنهایی یک ترانهٔ نامبروان در این جدول را می‌نویسد و می‌خواند. «ترانهٔ ما» در بیلبورد هات ۱۰۰ رتبهٔ ۱۶ را به خود اختصاص داد و چهار بار از سوی انجمن صنعت ضبط موسیقی ایالات متحده آمریکا گواهی پلاتین دریافت کرد. این ترانه همچنین به رتبهٔ ۳۰ جدول ۱۰۰ تک‌آهنگ داغ کانادا رسید و از سوی میوزیک کانادا گواهی پلاتین دریافت کرد.
تری فنجوی موزیک ویدئوی این ترانه را کارگردانی کرد که برای نخستین بار در ۲۴ سپتامبر ۲۰۰۷ در سی‌ام‌تی پخش شد و برندهٔ جایزهٔ بهترین ویدئوی سال در جوایز موسیقی سی‌ام‌تی ۲۰۰۸ گردید. سوئیفت این ترانه را در برنامه‌های تلویزیونی و بسیاری از جشنواره‌ها اجرا کرد و آن را در فهرست اجراهای تور بی‌باک (۲۰۰۹–۲۰۱۰) و تور جهانی حالا صحبت کن (۲۰۱۱–۲۰۱۲) قرار داد. این ترانه بخشی از اجراهای سوئیفت در تاریخ‌های خاصی از تور سرخ (۲۰۱۳–۲۰۱۴)، تور استادیومی اعتبار (۲۰۱۸) و تور دوره‌ها (۲۰۲۳–۲۰۲۴) بود.